# كرينز (سويسرا)
كرينز (بالفرنسية: Kriens)‏ هي بلدية تقع في سويسرا في كانتون لوسيرن.

## المدن التوأمة
مدينة سان داميانو دستي هي مدينة توأمة لـكرينز (سويسرا).

## أعلام
- كورت مولر
- كرستن كوك
- فابيو كولتورتي
- هانس بيت فيلاند